# Lignerolles (Orne)
Lignerolles foi uma comuna francesa na região administrativa da Normandia, no departamento de Orne. Estendia-se por uma área de 5,28 km². Em 2010 a comuna tinha 167 habitantes (densidade: 31,6 hab./km²).
Em 1 de janeiro de 2016, passou a formar parte da nova comuna de Tourouvre au Perche.